# Pomnik ku czci ocalenia Aleksandra III w Augustowie
Pomnik ku czci ocalenia cara Aleksandra III w Augustowie – niezachowany pomnik ku czci cara Aleksandra III w Augustowie.
Był to jeden z kilkuset monumentów wzniesionych na terytorium całego Imperium Rosyjskiego po katastrofie pociągu carskiego w okolicy wsi Borki 17 października?/29 października 1888 r. Z powodu nadmiernej prędkości pociąg wykoleił się, jednak żadna z osób z carskiej rodziny nie ucierpiała.
W celu upamiętnienia ocalenia cara w Augustowie zorganizowano zbiórkę pieniędzy wśród mieszkańców miasta, rosyjskich urzędników oraz wśród stacjonujących w mieście żołnierzy 2 Pułku Kozaków Dońskich. W roku 1890 inżynier powiatowy S. Byliniecki zaprojektował skwer, nazwany placem Świętego Mikołaja, oraz kolumnę, odlaną w zakładach Fajngolda w Mikaszówce. Monument był gotowy w 1891 i został zlokalizowany w pobliżu budynku poczty (obecnie Państwowa Szkoła Muzyczna I stopnia). Odsłonięto go 15 maja tego roku. Była to czarna kolumna z żeliwa w stylu koryncko-doryckim, ulokowana na czworokątnym postumencie. Całość miała 8 metrów wysokości. Na cokole umieszczono napis „Boże chroń cara” w języku polskim i rosyjskim. Pomnik wieńczyła kula z pozłacanym dwugłowym orłem. Całość była otoczona ażurowym płotem z latarniami w narożnikach.
Pomnik został zburzony po odzyskaniu niepodległości przez Polskę.